# Klaus Lanzinger
Klaus Lanzinger (* 16. Februar 1928 in Wörgl; † 5. Dezember 2020) war ein österreichischer Amerikanist.

## Leben
Er ging in Kufstein aufs Gymnasium und studierte von 1948 bis 1952 Geschichte und Amerikanistik an der Universität Innsbruck. Nach der Promotion über Nathaniel Hawthorne war er Forschungsassistent am damals neu gegründeten Amerika-Institut in Innsbruck. 1967 wechselte er an die University of Notre Dame.

## Schriften (Auswahl)
- Primitivismus und Naturalismus im Prosaschaffen Herman Melvilles. Innsbruck 1959, OCLC 923423357.
- Die Epik im amerikanischen Roman. Eine Studie zu James F. Cooper, Herman Melville, Frank Norris und Thomas Wolfe. Frankfurt am Main 1965, OCLC 5213185.
- Jason's voyage. The search for the Old World in American literature. A study of Melville, Hawthorne, Henry James, and Thomas Wolfe. New York 1989, ISBN 0-8204-0975-8.
- America-Europe. A transatlantic diary, 1961–1989. Philadelphia 2007, ISBN 978-1-4257-5664-2.